# Квятек, Юзеф
Юзеф Квятек (пол. Józef Kwiatek; 22 января 1874, Плоцк — 20 января 1910, Краков) — польский социалист еврейского происхождения. Активист Польской социалистической партии, известный партийный публицист. Участник вооружённой борьбы за независимость Польши и революционного движения 1905.

## Студент-бунтарь
Родился в семье ассимилированных польских евреев. Учился на медицинском факультете Варшавского университета. В апреле 1894 был арестован за участие в нелегальной польской организации. Месяц отбыл в тюрьме, после освобождения вновь арестован на полгода. После освобождения в марте 1895 исключён из университета и поставлен под гласный надзор полиции.
В мае 1896 административно выслан на два года и отправлен на военную службу в дисциплинарный батальон. Служил в Херсоне и Туркестане. Досрочно комиссован по состоянию здоровья. Вернулся на родину в Плоцк.
В 1898 Юзеф Квятек поступил на юрфак Тартуского университета. Был активистом Польской социалистической партии (ППС), интенсивно занимался агитацией, в том числе в войсках. В 1899 исключён за участие в студенческих беспорядках, но вскоре восстановился. В 1902 окончил курс, но не был допущен к экзаменам.

## Публицист и боевик
Юзеф Квятек был делегатом VI съезда ППС, состоял в Варшавском комитете, с августа 1904 — в Центральном исполнительном комитете партии, редактировал партийную газету Robotnik. Являлся одним из инициаторов создания в партии Еврейского комитета. Организовывал социалистические группы еврейской интеллигенции, издавал партийные материалы на идиш. Носил подпольные псевдонимы Тадеуш и Лысый.
Некоторое время Квятек жил в Берлине. Активно занимался политической публицистикой. Отстаивал идею польской независимости в полемике с Францем Мерингом. После возвращения в Польшу в 1903 снова был кратковременно арестован.
Юзеф Квятек, наряду с Валерием Славеком и Болеславом Бергером, выступил одним из организаторов демонстрации на Гржибовской площади в Варшаве 13 ноября 1904. Акция была направлена против мобилизации поляков в армию Российской империи на русско-японскую войну. Демонстрация вылилась в ожесточённые столкновения с полицией, сопровождалась применением оружия.
В январе 1905 Квятек организовал крупную забастовку, также переросшую в столкновения. Был арестован и заключён в Варшавскую цитадель. После оправдания по суду временно эмигрировал, но вскоре вновь вернулся в Польшу и в июле 1906 участвовал в варшавской конференции ППС.
В конце октября 1906 Квятек в очередной раз был арестован. Он пытался скрыться под псевдонимом Альберт Мюллер, но после опознания в марте 1907 приговорён к 2 годам 6 месяцам лишения свободы. В тюрьме у него развился туберкулёз. Был досрочно освобождён 26 февраля 1908.

## Последние годы
После выхода из тюрьмы Юзеф Квятек жил в Цешине, затем в Кракове. Выступал за единство ППС, пытался преодолеть партийный раскол. Занимался политической журналистикой и деятельностью в Народном университете имени Адама Мицкевича. Сыграл видную роль в создании Польской социал-демократической партии Галиции и Силезии-Цешина. Работал секретарём в суде.

## Самоубийство
20 января 1910 Юзеф Квятек покончил с собой в краковском отеле. Причиной являлось знание о неизлечимости болезни и нежелание обременять близких и друзей.
Похоронен на Новом еврейском кладбище Кракова.

## Память
В декабре 1930 Юзеф Квятек посмертно награждён Крестом Независимости с мечами. В 1934 одна из улиц Плоцка была названа его именем. На фасаде здания, где он родился, установлена мемориальная доска.